# Show Me Your Tears
Show Me Your Tears es el último álbum en ser lanzado hasta la fecha por Frank Black and the Catholics. Para su producción se tuvo un amplio repertorio de invitados, incluyendo un piano y un arreglo por parte del excéntrico productor Van Dyke Parks en la última canción. Entre los meses del lanzamiento del álbum, fue anunciado que Black participaría en una reunión de los Pixies, y desde ese tiempo, The Catholics dejó de existir como banda.

## Lista de canciones
todas las canciones escritas por Frank Black
1. "Nadine" – 3:05
2. "Everything Is New" – 3:51
3. "My Favorite Kiss" – 2:06
4. "Jaina Blues" – 3:51
5. "New House of the Pope" – 3:15
6. "Horrible Day" – 3:37
7. "Massif Centrale" – 4:52
8. "When Will Happiness Find Me Again?" – 2:19
9. "Goodbye Lorraine" – 2:37
10. "This Old Heartache" – 3:27
11. "The Snake" – 2:01
12. "Coastline" – 1:57
13. "Manitoba" – 4:33

## Créditos
- Frank Black: voz principal, guitarra
- Scott Boutier: batería, percusión
- Rich Gilbert: guitarra, piano, pedal steel guitar, voz
- David McCaffrey: bajo, voz
- David Philips: guitarra, pedal steel guitar, voz

- Datos: Q2880874